# Міжгір'я (Закарпатська область)
Міжгі́р'я (до 1953 року — Волове) — селище на заході України, у Закарпатській області. Адміністративний центр Міжгірської селищної громади, відомий курортний та туристичний центр.

## Загальні відомості
Розташоване за 133 км на схід від обласного центру (E50), у Міжгірській улоговині, яку оточують гірські масиви Боржава (із заходу) і південно-західна частина Внутрішніх Ґорґан (зі сходу). Найвищі вершини, що розташовані поблизу: на північному сході — Кам'янка (1587 м) і на південному заході — Кук (1365 м).
Через селище проходять автошляхи: Долина—Міжгір'я—Хуст та Нижні Ворота—Колочава—Буштино.

## Історія
Перша згадка про Волове (Волове Поле) датується 1415 роком, як одне з володінь угорських феодалів Урмезеїв. Згодом — Довгаїв, Ліпчаїв. З середини XIX століття відома печатка поселення з зображенням вола (що відтворювало назву поселення) й кириличним написом: «ПЕЧАТЬ СЕЛА ВОЛОВОГО».
За народними переказами та найпоширенішою версією дослідників назвали поселення Волове перші поселенці-скотарі, які випасали волів попід горами Кук (1365 м н.р.м.) та Кам'янка (1587 м). Ці пастухи будували для себе колиби, а згодом — невеличкі хатини, так з'явилося невелике село. Новому поселенню мешканці дали назву найбільшої своєї цінності — своїх волів, які допомагали вижити першим поселенцям у важких гірських умовах.
За іншою версією, першими Міжгірську долину освоювали лісоруби, яких зацікавив тут хвойний ліс, адже вниз за течією р. Ріка та р. Тиса переважав листяний ліс. Транспортували деревину з гір до річки по прокладених спеціальних дерев'яних жолобах, які називались «валови» (це слово і зараз побутує на Верховині). Ось так поселення, де проводилась заготівля лісу, використовуючи валови, отримало назву — Волове (Волове Поле). З часом жолоби (валови) для транспортування лісу стали називатися «ризами» — в часи появи в цьому краї німецьких колоністів.
У радянські часи, у 1953 р. вже великому райцентру Воловому присвоїли більш поетичну назву — Міжгір'я, що відповідає природному розташуванню селища (існують також припущення, що назву було змінено, аби запобігти плутанині з назвою іншого районного центру Закарпаття — Воловець).
Наприкінці XIX століття Волове стало центром округу (повіту) Марамороського комітату, який охоплював увесь басейн верхів'я Ріки. Після Першої Світової Війни у 1919 році Закарпаття відійшло до Чехословаччини. Після проголошення 15 березня 1939 р. повної самостійності Карпатської України, Міжгір'я ввійшло до її складу, але уже через декілька днів угорські війська окупували поселення. 
В кінці травня 1944 року, в околицях Міжгір'я діяв партизанський загін імені Суворова.
У 1945 році відійшло до Радянського Союзу у складі УРСР. 30.05.1947 віднесене до категорії селищ міського типу.
До 1953 Міжгір'я мало назву Волове.
У 2001 році Міжгір'я отримало новий герб, його автором став відомий художник-геральдист, автор герба Івано-Франківська Іван Зіновійович Марчук.

## Населення
За кількістю населення на березень 2001 року у селищі Міжгір'я проживало 10250 жителів, а також у с. Запереділля — 1175 жителів і у с. Стригальня − 565 жителів. Понад 95 % населення становлять українці. Також у селищі проживають цигани, росіяни та представники інших національностей.

### Мовний склад
Рідна мова населення за даними перепису 2001 року:
| Мова       | Кількість | Відсоток |
| ---------- | --------- | -------- |
| українська | 9194      | 97.60%   |
| ромська    | 117       | 1.24%    |
| російська  | 98        | 1.04%    |
| білоруська | 4         | 0.04%    |
| угорська   | 3         | 0.03%    |
| румунська  | 1         | 0.01%    |
| болгарська | 1         | 0.01%    |
| вірменська | 1         | 0.01%    |
| польська   | 1         | 0.01%    |
| німецька   | 1         | 0.01%    |
| Усього     | 9421      | 100%     |

## Територія

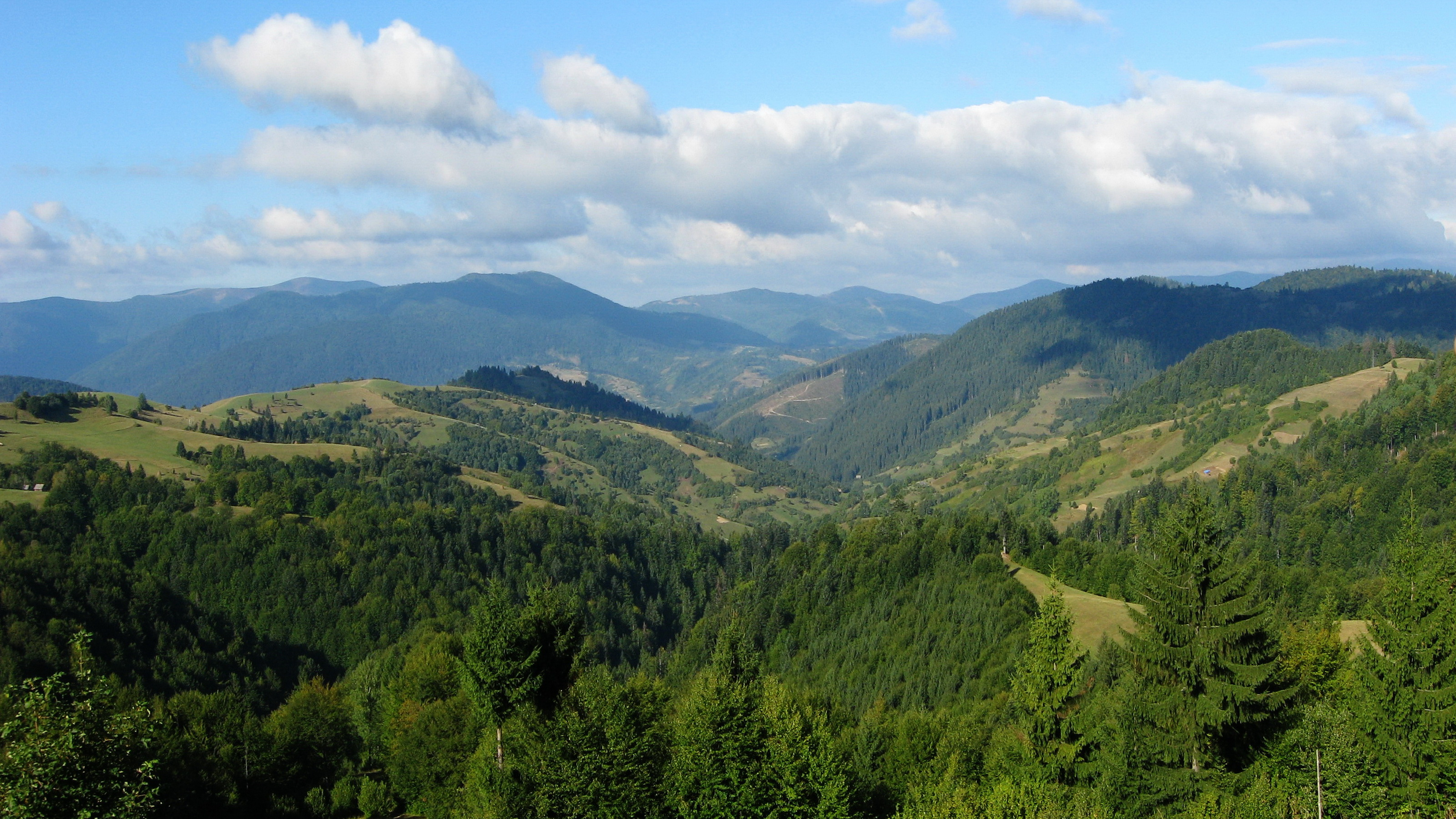
Панорама

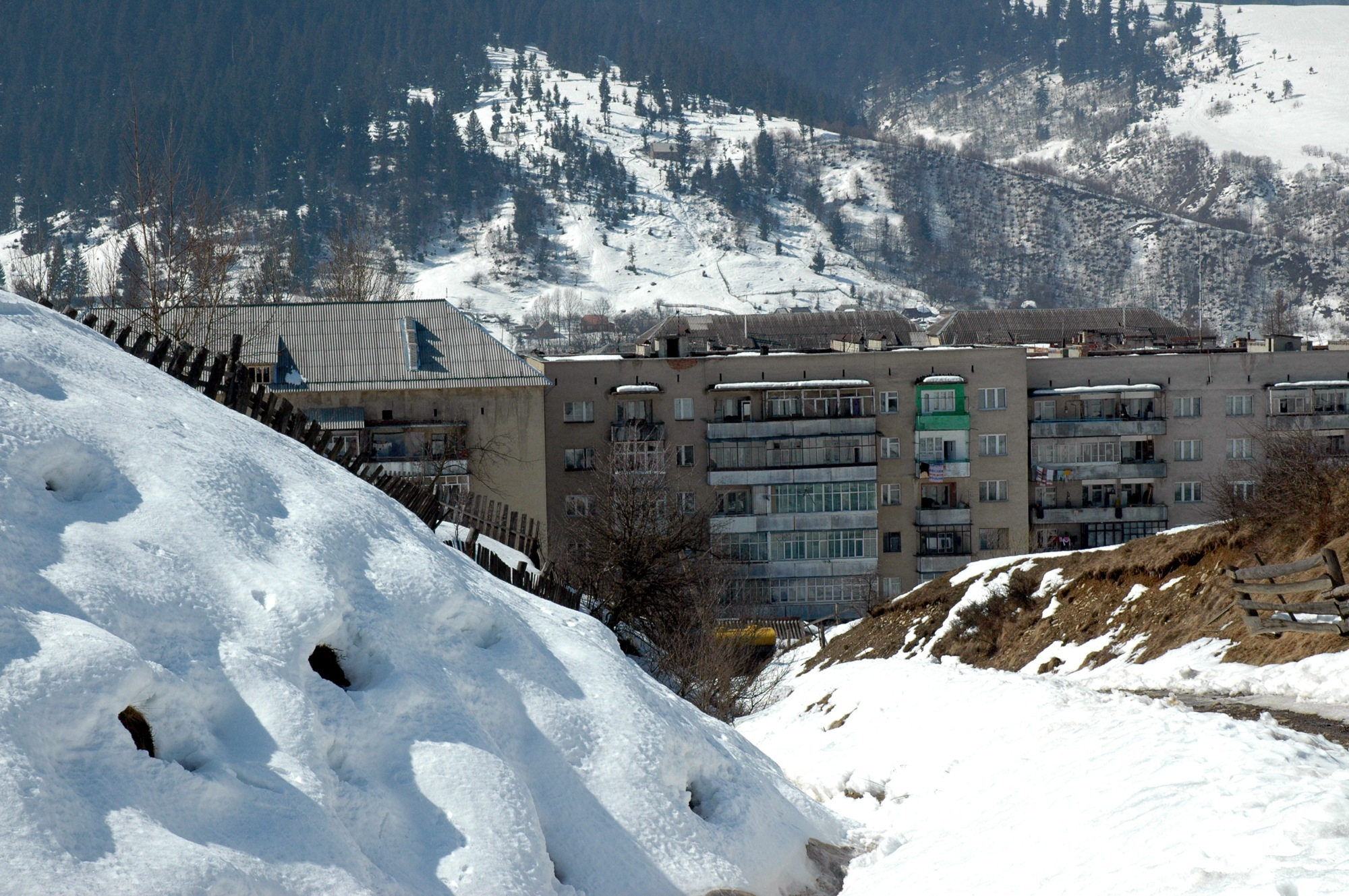
Міжгір'я, березень

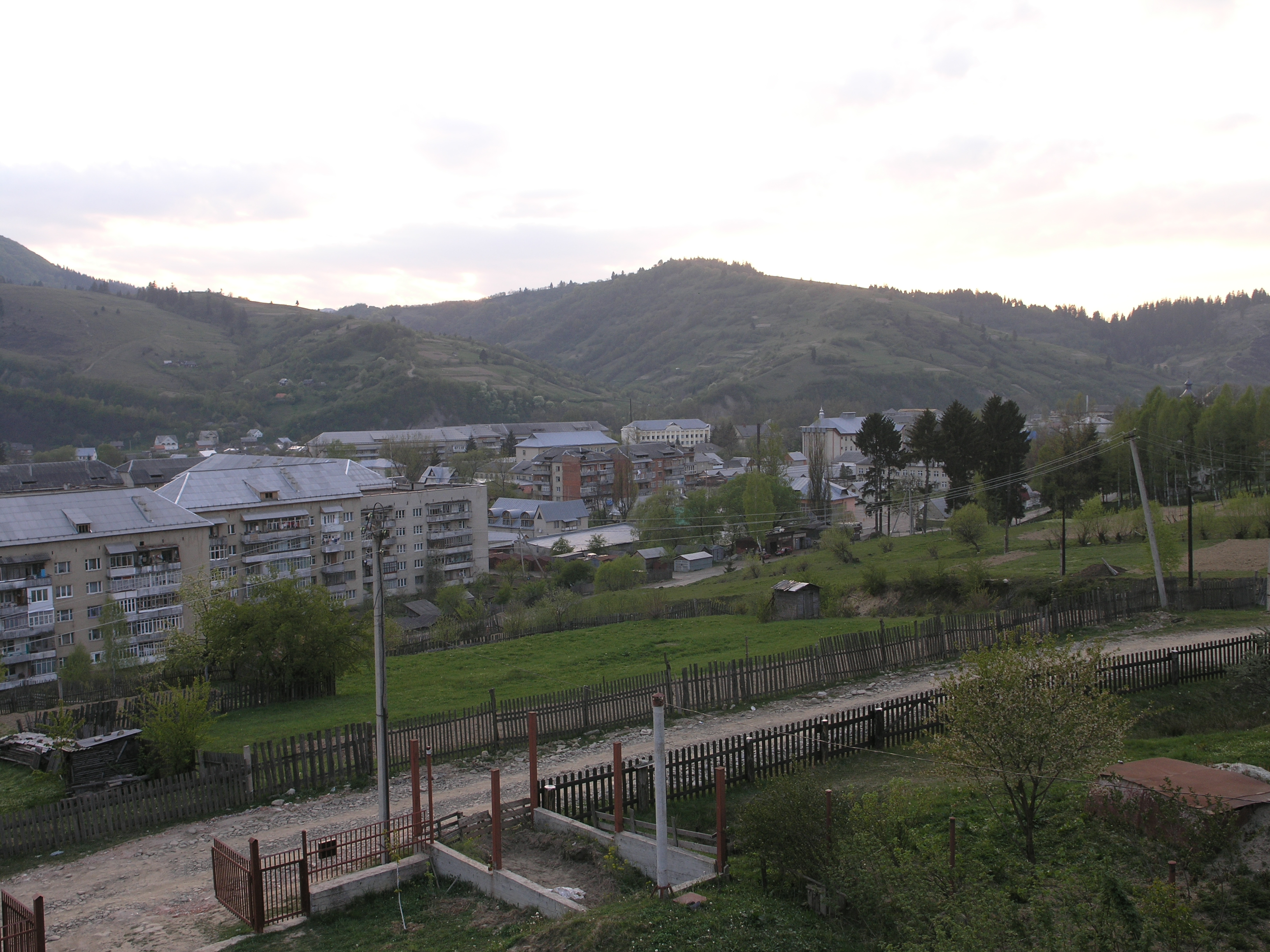
Міжгір'я, травень

До складу адміністративно-господарської території Міжгірської селищної ради входять три населені пункти: смт Міжгір'я, площа якого становить 458 га.; село Стригальні та село Запереділля (106 га.), що розташоване вздовж південного автошляху на м. Хуст.

## Присілки
Дешеве
Дешеве — колишнє село в Україні, в Закарпатській області.
Об'єднане з селом Міжгір'я рішенням облвиконкому Закарпатської області №155 від 15.04.1967
Перша згадка 1892: Dezső telep, інші згадки 1898: Dezső, 1904: Desovecz (Sebestyén 2008: 216), 1907: Dezsőtelep, 1913: Dezsőtelep, 1944: Dezsőtelep, Дежово, 1968: Дешеве. Так, за народними переказами, Дешеве одержало назву тому, що в його районі можна було давно придбати дешево високогірні пасовища.
Дзвіниця. 19 ст.
У селі на високому пагорбі стоїть дерев’яна дзвіниця, що була збудована близько 200 років тому в присілку села Синевир, що звався Ясеновець. У Ясенівці в ті давні часи сталося стихійне лихо – величезний зсув гори, загинули люди, зруйновано хати і дерев’яну церкву.
Поселення тут більше не відновилося. Дзвіницю перенесли в Синевир і поставили біля церкви. Близько 1910 р. дзвіницю перенесли через високий і мальовничий Синевирський перевал у Дешово й поставили на цвинтарі.
Біля дзвіниці є старий кам’яний хрест на кам’яному підмурівку.
Поточина
Поточина — колишнє село в Україні, в Закарпатській області.
Об'єднане з Міжгір'я рішенням облвиконкому Закарпатської області №155 від 15.04.1967
Перша згадка 1892: Potocsina (Hnt.), 1898: Potocsina (Hnt.), 1907: Patakvölgy (Hnt.), 1913: Patakvölgy (Hnt.), 1944: Patakvölgy, Поточина (Hnt.), 1967: Поточина (ZO).
Поточина названа – через те, що вона розташована вздовж двох гірських струмків, які називаються „потоками”.
Поточина налічує понад 300 дворів.
Черлена-Руня
1888: Cserlena (Hnt.), 1892: Cserlena-runya (Hnt.), 1898: Cserlena-Runy (Hnt.), 1907: Veresrét (Hnt.), 1913: Veresrét (Hnt.).
Прохідне
Прохідне — колишнє село в Україні, в Закарпатській області.
Об'єднане з Міжгір'ям рішенням облвиконкому Закарпатської області №155 від 15.04.1967
1828: Prochidnya (Nagy 200), 1851: Prochidnya (Fényes 3: 178), 1892: Prohudnya (Hnt.), 1898: Prohudnya (Hnt.), 1907: Hűvösvölgy (Hnt.), 1913: Hűvösvölgy (Hnt.), 1944: Hűvösvölgy, Прохудня (Hnt.), 1967: Прохідне (ZO).
Прохідне – мала батьківщина лауреата Національної премії ім.Т.Г.Шевченка Петра Скунця. Саме тут народився і ріс геній поетичного слова, аристократ волелюбного духу, справжній патріот України. Одна з вулиць названа його іменем. Прохідне тягнеться понад 5 км, маючи майже півтори сотні обійсть.
Желізковець
Желізковець — колишнє село в Україні, в Закарпатській області.
Об'єднане з Міжгір'ям.
Згадки: 1888: Zseliszkovecz, 1898: Zeliszkovecz, 1907: Vasvölgy, 1913: Vasvölgy.
Сухий
Сухий — колишнє село в Україні, в Закарпатській області.
Об'єднане з селом Міжгір'я.
Згадки: 1864: Szuchaj, 1892: Szuha, 1898: Szucha, 1907: Szárazpatak, 1913: Szárazpatak, 1918: Szárazpatak, 1944: Szuhi, Сухій, 1983: Сухий, Сухой.  

## Храми
Дерев’яна церква Воскресіння, 2006 р.
Дерев’яна церква св. Миколи Чудотворця
Православна Миколаївська дерев’яна церква збудована в 1920 р. (приблизні розміри: 5: 12 м). Споруда каркасної конструкції, обшита дошками – такими були майже всі нашвидкуруч поставлені невеликими громадами православні церкви. З 1935 до 1939 р. в Міжгір’ї поставили муровану православну церкву. В той час дерев’яну розібрали й передали православним с.Вишкова на Хустщині.
Дерев’яна церква св. Миколи Чудотворця, збудована 1920 р., була спорудою каркасної конструкції (приблизні розміри 5: 12 м) подібно до більшості православних церков, поставлених у 1920-ті роки.
У 1939 р. дерев’яну церкву розібрали і передали православним у село Модьоропі на Хустщині, де вона простояла до 1990 р.
храм св. арх. Михайла. 1803.
Каплиця. 1928 (?).
Міжгір’я (до 1953 р. Волове) вперше згадують у документах 1415 р. Згідно з переказом, назва пішла від пасовища, де жителі Соймів та Вучкового випасали волів.
У 1751 р. у Воловому були дві дерев’яні церкви, одна з них – св. арх. Михайла з двома дзвонами, забезпечена всіма необхідними образами і книгами.
У 1801 р. на ділянці, яку, за переказом, подарував для церкви Липей, вже будували струнку муровану церкву, на спорудження якої держава виділила 5000 корон:
“Воловоє має церков єдну деревяну розпадаючу, зато вірники нову каменну зачали будовати на 448 вірников велику, но изза убожества докончити не знают, и позад се просят із фонда религійного 800 ринских подпори. У тварями мізерно є сооружена. Представляется, чтоби в Воловом или Рипинном хоть єдну трикласову школу (Schola Trivialis) поставили коштом із фонда религійного”.
Тоді Волове мало близько 60 дворів. Каміння на будову вірники носили в торбах.
Нова кам’яна церква 30 м завдовжки, 10 м завширшки з цегляним склепінням та бароковою вежею 35 м заввишки прикрасила центральну вулицю. Донедавна великою перевагою церкви була черепична покрівля, але в 1996 р. її замінено бляшаною. Значний ремонт церкви відбувся в 1939 – 1940 р.
Після заборони греко-католицької віри церкву зачинили згідно з рішенням облвиконкому і 1 жовтня 1960 р. – знято з реєстрації діючих храмів. Кілька років у компартійних кабінетах виношувалася ідея про знищення церкви, але місцеві комуністи безпрецедентно не підтримали першого секретаря райкому. Тоді кілька осіб втратили роботу, але церкву врятували.
У 1981 р. церкву перетворили на істори-ко-краєзнавчий музей. Релігійний живопис замалювали, знищили іконостас, престол та інші цінності.
У 1989 – 1991 роках зусиллями о. М. Данилаша та о. І. Стеця, кураторів І. В. Вегеша, І. М. Дурневича, В. Н. Петрища та всіх вірників церкву відремонтовано, впорядковано невеликий двір із старими могилами і повернуто міжгірським греко-католикам.
У 1991 р. встановлено новий іконостас, зроблений випускниками Ужгородського коледжу мистецтв. Бляхарську роботу виконав відомий майстер Володимир Сідей.
З часів тоталітаризму запам’ятався високий духом священник І. Сопко, що багато перестраждав за віру.
Коло церкви стоїть мурована, гарно оздоблена каплиця, збудована, можливо, в 1928 р. за гроші, виручені від продажу церковного лісу в селі Стригальня. Автором проекту каплиці був ужгородський інженер Е. Еґреші.
храм св. Петра і Павла. 1939.
Дерев’яна церква св. Миколи Чудотворця, збудована 1920 р., була спорудою каркасної конструкції (приблизні розміри 5: 12 м) подібно до більшості православних церков, поставлених у 1920-ті роки.
У 1939 р. дерев’яну церкву розібрали і передали православним у село Модьоропі на Хустщині, де вона простояла до 1990 р.
Від 1935 до 1939 р. у Воловому збудували нову муровану православну церкву, оздоблення якої закінчили після 1945 р. Ділянку землі, що зветься Бобріське, виділили Василь Бобер, Василь Скунць та Горват. У 1938 р. громада отримала частину державного лісу для спорудження церкви. Автором проекту й організатором робіт був священник Дмитро Росоха, що служив у церкві до 1962 р. Головними помічниками були дяк Василь Іванович Карпатій, куратори Федір Липей, Петро Липей, Йосип Токар, Йосип Гримут. Верх на церкву клав місцевий майстер Іван Карпа із сином.
Брав участь у будівництві і відомий майстер Михайло Маньо, а дерево тесали Михайло ПІеґда та Глеба. Іконостас вирізьбив Михайло Іванович Карпа. Ікони та розписи намалював Василь Коцубейко в 1945 – 1946 роках. З 1965 р. священиком служить Георгій Добра, за якого зробили ремонт храму, а в 1974 р. Іван Андрішко оновив розписи. П’ять малих дзвонів розміщено у дзвіниці на церкві, а один великий – в окремій дзвіниці.

## Освіта
До розгалуженої мережі освітніх установ, крім 5 дошкільних установ та середніх шкіл (дві школи I-III ст., три школи І-ІІ ст. та дві школи І ст.), а також Міжгірської спеціалізованої школи належить й музична школа, Міжгірський медичний коледж та Міжгірський професійний ліцей.

## Видатні люди
У Воловому не раз зупинявся чеський письменник Іван Ольбрахт.
Народилися:
- Бобонич Петро Петрович — український науковець, винахідник.
- Василь Ґренджа-Донський — письменник. Борець за незалежність України у XX сторіччі.
- Микола Александра — історик і краєзнавець.
- Петро Скунць — поет та перекладач, лауреат премії ім. А. Малишка (1968 р.) та Шевченківської премії (1997 р.)
- Микола Вегеш — доктор історичних наук, професор, ректор Ужгородського національного університету
- Ігнатишин Олександр (1991—2014) — молодший сержант Збройних сил України, учасник російсько-української війни 2014—2018.
- Михайло Рошко — кандидат філологічних наук, прозаїк.

Померли:
- Фігура Степан — сотник, Волівський окружний командант Карпатської Січі, вояк УГА, науковець-археолог.
- Хаїм Гросс (1904—1991) — американський скульптор єврейського походження, професор, фундатор та перший президент гільдії скульпторів США (за іншими даними народився у Коломиї).
- Шутяк Ернест — український педагог, Заслужений вчитель України.

Міні-скульптури Міжгір'я
на самому вершку Синевирського перевалу встановлено у травні 2018 року кілька міні-скульптур:
1. пекар-багет
2. Швейк
3. Микола Шугай
4. кельт-друїд
5. кельт з бочкою кальвадосу
6. хлопчик-пісюн
7.пекар-круасан
8.кельт-коваль
9. танець аркан

## Природоохоронні об'єкти
- Омножанський заказник
- Дуб звичайний (Міжгір'я)

## Міста-побратими
Козеницький повіт (Польща)
 Гміна Седльце (Польща)

## Туристичні місця
- Омножанський заказник
- в місті росте іменне дерево - 500-річний Дуб Ольбрахта
- на самому вершку Синевирського перевалу встановлено у травні 2018 року кілька міні-скульптур: 1. пекар-багет 2. Швейк 3. Микола Шугай 4. кельт-друїд 5. кельт з бочкою кальвадосу 6. хлопчик-пісюн 7.пекар-круасан 8.кельт-коваль 9. танець аркан
- на самому вершку Синевирського перевалу встановлено у травні 2018 року кілька міні-скульптур:
1. пекар-багет
2. Швейк
3. Микола Шугай
4. кельт-друїд
5. кельт з бочкою кальвадосу
6. хлопчик-пісюн
7.пекар-круасан
8.кельт-коваль
9. танець аркан
- храм св. Петра і Павла. 1939.
- храм св. арх. Михайла. 1803.

## Галерея

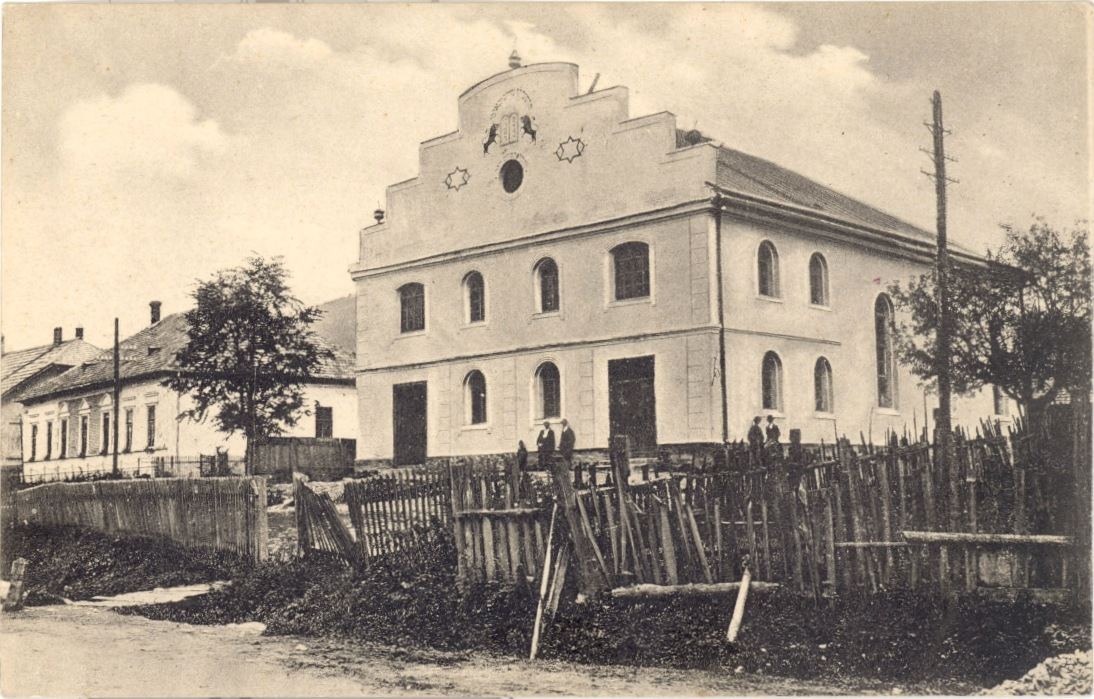
Синагога